# Strata Range
Strata Range är ett berg i Kanada.   Det ligger i provinsen British Columbia, i den centrala delen av landet, 3 800 km väster om huvudstaden Ottawa. Toppen på Strata Range är 1 776 meter över havet.
Terrängen runt Strata Range är varierad. Trakten runt Strata Range är nära nog obefolkad, med mindre än två invånare per kvadratkilometer.. Det finns inga samhällen i närheten.
Trakten runt Strata Range består i huvudsak av gräsmarker.